# Карстова шахта Солдатська на Карабі-Яйлі
«Ка́рстова ша́хта Солда́тська на Карабі́-Яйлі́» — геологічна пам'ятка природи вапнякового масиву Карабі-Яйла на головній гряді Кримських гір на теренах Білогірського району АР Крим. Була відкрита у Карабійському карстовому районі 9 травня 1968 року учасниками спелеотуристичної секції феодосійського клубу «Кара-Даг», 14 жовтня 1975 визнана пам'яткою природи.

## Загальні відомості
Землекористувачем території є Алуштинське Державне лісове господарство. Названа на честь безіменних солдат, що полягли в час німецько-радянської війни.
Протяжність пам'ятки природи 2.100 м, глибина - 517 м, площа - 4.300 м², об'єм - 16.300 м³, категорія складності 4Б. Найглибша печера України, найскладніша і третя за довжиною у Криму. До глибини 120 м складається з нахиленої галереї у верхньоюрських вапняках шириною 2-5 метрів. На глибині 120—450 м складається з лабіринту вузьких ходів, що з'єднані колодязями глибиною 9-85 м. У нижній ділянці розміщена обводнена звужена галерея довжиною 380 м, яка завершується сифоном. 
У печері багато натічних утворень. Каскад похилих ходів і колодязів (глибина до 85 м) чергується з вузькими горизонтальними ходами і гротами. Температура повітря піднімається з глибиною від 5,2 до 8 °С. Трапляються озера. По дну (на глибині 435 м) протікає струмок. У печері проживають бокоплави, ківсяки.

## Історія
Біля озер Егіз-Гель (44°52′25″ пн. ш. 34°34′30″ сх. д.) на висоті 980 м від рівня моря за 10 км від Красноселівки 9 травня 1968 спелеологи Г. Романенко, В. Марченко, В. Лузін вели пошук карстових порожнин на Карабі на межі пролягання карстових порід. У тальвегу тимчасового водотоку вони почали розбирати нагромадження каміння у карстовій воронці, де вони виявили лаз діаметром 0,6 м завдовжки 4 м. За ним йшла завалена вапняковими брилами галерея, подолання якої зайняло певен час. Галерея розширюється у зал 10-15 м при висоті 5 м. Його замикає невеликий зал з каскадом заводнених заглибин, що переходить у заводнений лаз. Він був непрохідним через камінний завал. Рух повітря свідчив про наявність подальшого ходу, але через відсутність інструментів дослідження було припинене.
Вони повернулись наприкінці липня 1969 року. Завдяки зубилу, лому на початку серпня вдалось пройти перший завал, за яким йшов новий. Спелеологам вдалось зрушити донизу великий камінь, що відкрило хід. Подальше планомірне дослідження ходів печери проходило у серпні-жовтні 1969 року. Було досліджено бічні ходи, глухі вертикальні ходи та досягнуто глибини 35 метрів. Похила галерея завширшки 2-5 м була завалена брилами вапняку і розділена заводненими лазами на зали. У червні 1970 експедиція мала намір досягнути дна печери. У дослідженнях брали участь члени феодосійського клубу «Кара-Даг»: Г. Романенко, А. Кругленко, О. Максимович, С. Пікулькін, М. Джавадов. В. Неліпа, М. Бударін, В. Прошечкін, С. Лебединський, А. Василевський. На глибині 125 м було пройдено вузький заводнений лаз шириною 30-35 см. Дальше йшов хід по руслу підземної річки через зали з сталактитами, гелактитами. Аналіз виявив у сталактитах з чорною серцевиною вміст 44 % заліза. Після 9-12 метрових вертикальних проходів йде велика зала висотою до 20 метрів з рожевими циліндричними сталагмітами. Далі йдуть нові вертикальні ходи до глибини 281 метру, де прохід завершувався. У ходах було виявлено натьоки (сталактити, сталагміти), субаквальні відкладення (забереги, кристали), скупчення вапнякової гальки, значні відкладення глини.
Наступного року 1971 члени феодосійського спелеоклубу «Кара-Даг» провели подальше дослідження. Вони виявили новий лаз наприкінці верхньої похилої галереї. Ряд переважно вертикальних ходів вів до глибини понад 400 метрів. На глибині 340 м йде широкий вертикальний прохід «Надія» висотою 85 метрів, по стінках якого тече невеликий потік. Далі йде вузька похила тріщинна галерея завдовжки 380 м з постійним водотоком на її дні. Місцями склепіння знижується, утворюючи напівсифони. Приблизно на 320 м галереї зліва впадає невеликий потік. Наприкінці галереї у вертикальному лазі знаходиться великий сифон з сильним підземним водотоком — перший виявлений в карстових печерах Карабі. Температура у печері зростає з 5,2 °C до 8 °C. Температура води у сифоні 9,1 °C. У травні і вересні 1972 експедиція Інституту мінеральних ресурсів запустила у водотік по 10 кг флюоресценту, який виявили у джерелі Бурульча біля села Міжгір'я (крим. Baqsan).
Переважно вихованці станцій юних туристів зі своїми керівниками з Полтави, Ужгороду, Івано-Франківська, Запоріжжя провели 1993 екологічну експедицію, піднявши на поверхню до 500 кг сміття у 63 транспортних мішках. Вхід до печери 1996 члени клубу «Карадаг» перекрили решітчастими дверима, що були згодом зірвані. 22 травня 2010 року спільними зусиллями членами клубу «Карадаг» і Федерації спортивного туризму Південно-Східного Криму відновлено двері на вході до шахти «Солдатська». Розглядається можливість дослідження печери за сифоном.
У печері відновлено стаціонарне навішування, винесено стару мотузку, плануються роботи в засифонній частині. Ключ від печери зберігається в клубі «Карадаг», м. Феодосія.